# Women’s National Basketball Association
Die Women’s National Basketball Association (WNBA) ist die seit 1996 bestehende Basketball-Profiliga für Damen in Nordamerika und der Name des Sportverbandes (Sitz in New York City).
Derzeit besteht die Liga aus dreizehn Mannschaften, die allesamt in den Vereinigten Staaten beheimatet sind. Von diesen dreizehn Teams sind sieben der Western und sechs der Eastern Conference zugeteilt. Der Saisongewinner wird nach einer inzwischen 44 Spiele umfassenden regulären Saison in den Playoffs ausgespielt. Die WNBA ist eine geschlossene Liga, es gibt keine Auf- und Absteiger. Neue Spielerinnen werden über einen jährlichen Draft auf die Teams verteilt.

## Geschichte
In den Vereinigten Staaten gab es bereits mehrere Versuche eine erfolgreiche Damen-Basketballliga auf die Beine zu stellen (die erste offizielle Damen-Basketballliga in den USA war die WBL), doch alle Ligen wurden früher oder später wieder aufgelöst. Am 24. April 1996 wurde mit Hilfe der National Basketball Association die WNBA gegründet. Alle Franchises der WNBA befanden sich in Städten, in denen es bereits eine NBA-Mannschaft gab, sie gehörten zu Beginn denselben Besitzern und nutzten dieselben Spielstätten wie diese. Durch die große Unterstützung der NBA gab es auch große Ähnlichkeiten zwischen den Logos der beiden Ligen.
Die WNBA begann ihre erste Saison am 21. Juni 1997. Das erste Ligaspiel der WNBA wurde in Los Angeles zwischen den New York Liberty und den Los Angeles Sparks ausgetragen. Dabei erzielte Penny Toler den ersten Punkt des Spiels und somit auch der WNBA-Geschichte. In den ersten Saisons konzentrierte die WNBA ihre Marketing Kampagne („We Got Next“) auf die Stars der Liga, wie Rebecca Lobo, Lisa Leslie und Sheryl Swoopes. Jedoch konnte von diesen Spielerinnen nur Lobo leistungsmäßig überzeugen, die die Liberty bis in die Finals führte, wo sie sich aber dem eigentlichen Star der Liga Cynthia Cooper klar geschlagen geben musste. Durch ihre guten Leistungen wurde Cooper immer mehr zum Aushängeschild der Liga.
In der Saison 1998 traten mit den Detroit Shock und Washington Mystics zwei neue Teams der Liga bei.
Der größte Konkurrent der WNBA war die American Basketball League (ABL), die jedoch 1999 aufgelöst wurde. Viele ABL-Stars wechselten anschließend in die WNBA, was das Niveau der gesamten Liga weiter aufwertete. Durch diese vielen Wechsel war der WNBA Draft 1999 geprägt von Spielerinnen aus der ABL. Da in dieser Saison die NBA wegen des Lockouts teilweise ausfiel, stieg das Interesse an der WNBA etwas an. Des Weiteren erhöhte sich durch den Beitritt der Minnesota Lynx und Orlando Miracle die Anzahl der Mannschaften von zehn auf zwölf.
In der Saison 2000 traten mit den Indiana Fever, Seattle Storm, Miami Sol, und den Portland Fire vier weitere Teams der WNBA bei, damit konnte die WNBA die Anzahl der Mannschaften seit ihrem Beginn verdoppeln. Die Liga und deren Teams waren im Besitz der NBA, die sich 2002 entschied, die einzelnen Mannschaften an die in derselben Stadt beheimateten NBA-Teams oder an Dritte zu verkaufen. Dieser Verkauf führte dazu, dass zwei Mannschaften umgesiedelt wurden: Utah Starzz wurden zu den San Antonio Silver Stars und die Orlando Miracles zu den Connecticut Sun. Die Sun waren das erste Team, das in den Besitz von Dritten überging. Jedoch fand die NBA nicht für alle Teams einen neuen Besitzer, deshalb wurden mit den Miami Sol und den Portland Fire zwei Teams aufgelöst.
Nach der Saison 2003 wurden mit den Cleveland Rockers bereits das insgesamt dritte Team aufgelöst. Die Anzahl der Teams wurden zwar weniger, doch das Niveau der Liga stieg von Jahr zu Jahr an und Alleingänge wie von Cynthia Cooper und den Houston Comets in den ersten vier Saisonen gehörten der Vergangenheit an. Am 21. Oktober gab die WNBA-Präsidentin Val Ackerman ihren Rücktritt bekannt. NBA-Commissioner David Stern gab am 15. Februar 2005 mit Donna Orender ihre Nachfolgerin bekannt. Im April übernahm sie offiziell den Posten von Ackerman.

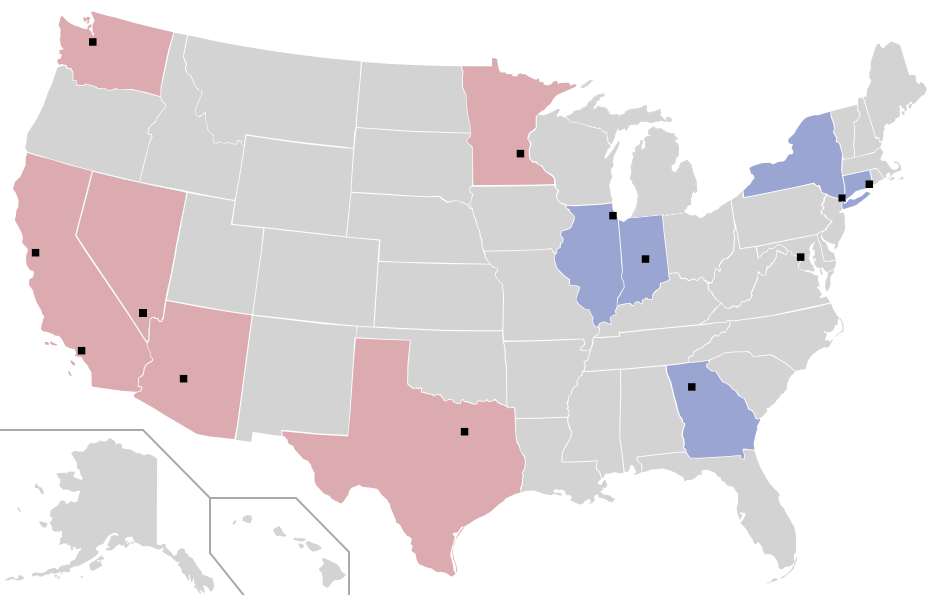
Mannschaften und Conferences der WNBA

In der Saison 2005 trat mit den Chicago Sky nach mehreren Jahren wieder eine Mannschaft der WNBA bei. In der Saison 2006 feierte die WNBA ihr zehnjähriges Bestehen, damit ist die WNBA die erste professionelle Damenliga, die diese Hürde knackte. Anlässlich dieses Jubiläums präsentierte die WNBA das All-Decade Team. Im Dezember 2006 gaben die Charlotte Bobcats bekannt, dass sie nicht mehr länger die Charlotte Sting finanziell unterstützen werden. Da die WNBA keine neuen Besitzer fand, wurde die Mannschaft aufgelöst und somit sank die Anzahl der Teams vor Beginn der Saison 2007 von 14 auf 13. In der Saison 2008 nahmen durch den Beitritt der Atlanta Dream kurzfristig wieder 14 Mannschaften an der Meisterschaft teil. Jedoch stellten die Houston Comets nach dieser Saison ihren Spielbetrieb ein. Die Saison 2009 begann im Gegensatz zu den vorherigen Saisons erst am 6. Juni 2009, dadurch hatten die Spielerinnen mehr Zeit, um entweder die Saison in ihrer Übersee-Liga beenden zu können oder sich mit ihrem WNBA-Team intensiv auf die nächste Saison vorzubereiten. Für die Saison 2009 beschloss die Liga, dass der Kader der Mannschaften von maximal 13 auf 11 gekürzt wird, dies führte in weiterer Folge dazu, dass einige Spielerverträge nicht verlängert wurden, um diese Auflage zu erfüllen. Außerdem erlaubte die WNBA als erste der großen US-amerikanischen Sportligen das Tragen von Trikotwerbung.
In der Saison 2010 stellte mit den Sacramento Monarchs eine weitere Mannschaft ihren Spielbetrieb ein. Des Weiteren wurden die Detroit Shock nach Tulsa übersiedelt. Aufgrund dieser Übersiedlung und Auflösung wurden die Shock in die Western Conference umgegliedert, damit beide Conferences aus derselben Anzahl an Mannschaften bestehen. 2013, nach Jahren stagnierender Zuschauerzahlen, veränderte die Liga ihre Vermarktungsstrategien, indem sie unter anderem vormals eng an die NBA angelehnte Designelemente, etwa das Logo, neu gestalten ließ und einzelne Spielerinnen wie Brittney Griner stärker in den Mittelpunkt stellte.

## Draft
Jeden Frühling gibt es einen WNBA Draft in der Stadt, in der die NCAA Women’s Final Four ausgetragen wurden. Der Draft besteht aus drei Runden, wobei jede Mannschaft ein Wahlrecht in jeder Runde hat. Die Reihenfolge der Mannschaften, die die Playoffs in der vorhergehenden Saison nicht erreichen konnten, wird per Lotterie ermittelt. Die Reihenfolge der übrigen Mannschaften ergibt sich aus dem Abschneiden in der regulären Saison.

## Spielmodus
Die Meisterschaftsrunde teilt sich in zwei Phasen auf: die reguläre Saison, in der jedes Team 44 Spiele absolviert, und die Play-offs, die wiederum in drei Runden unterteilt sind. In Jahren mit olympischen Spielen kann die Saison für die Teilnahme an diesen unterbrochen werden.

### Reguläre Saison
Die WNBA ist seit ihrer Gründung in eine Western und eine Eastern Conference unterteilt. Zurzeit umfassen beide jeweils sechs Mannschaften. Nachdem zu Beginn 28 Saisonspiele pro Team stattfanden, erhöhte sich die Zahl bald auf 34. Die Spiele sind dabei jeweils zur Hälfte Heim- und zur Hälfte Auswärtsspiele. Außerdem treten die Teams häufiger gegen Mannschaften aus der eigenen Conference an. Die genaue Aufteilung diese Spiele ändert sich regelmäßig wegen der unterschiedlichen Anzahl an Spielen und teilnehmenden Teams.
Von 2010 bis 2015 teilten sich die Begegnungen bei 34 Saisonspielen und 12 Teams wie folgt auf: Die Mannschaften aus den beiden Conferences spielen insgesamt viermal gegen drei Mannschaften aus derselben Conference (12 Spiele) und fünfmal gegen die restlichen zwei Mannschaften aus der Conference (10 Spiele). Des Weiteren spielten sie noch weitere zwei Male gegen jede Mannschaft aus der anderen Conference (12 Spiele).
Zwischen 2016 und 2019 spielten die Teams innerhalb der eigenen Conference gegen ein Team insgesamt viermal (4 Spiele) und gegen die restlichen vier Teams dreimal (12 Spiele) sowie gegen jedes Team der anderen Conference dreimal (18 Spiele). 2020 und 2021 fanden wegen der COVID-19-Pandemie in den Vereinigten Staaten 22 und 32 Spiele statt. Ab 2022 fanden 36 Spiele statt, gegen zwei Teams der eigenen und alle der anderen Conference drei Spiele und gegen drei Teams der eigenen Conference vier Spiele.
2023 und 2024 gab es 40 Saisonspiele.

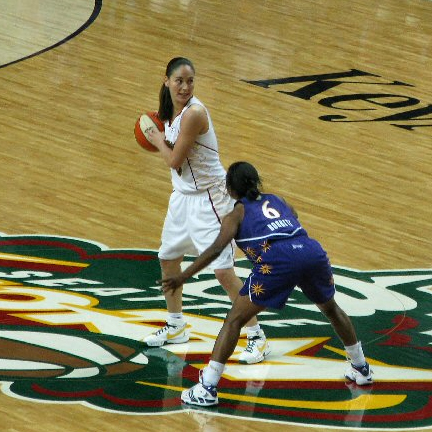
Sue Bird, 2008

Ab 2025, nun mit 13 Teams, wird es für jeden 44 Spiele geben.

### Commissioner’s Cup
Seit 2021 findet der Commisioner’s Cup statt. Dabei handelt es sich um ein intrasaisonales Turnier mit einem außerplanmäßigen Finalspiel der beiden punktbesten Conference-Vertreter. Die jeweils ersten fünf Heim- und Auswärtsspiele gegen die Vertreter der eigenen Conference gehen in die Punktwertung der zehn Regular Season-Spiele des Commissioner’s Cups ein und sollen die Spannung bereits zu Beginn der Saison anheizen und Teamrivalitäten generieren. Das Finale findet im Juli statt.

### Playoffs
In der ersten Saison der WNBA qualifizierten sich vier Teams für die Playoffs, die in zwei Halbfinals und einem Finale entschieden wurden. Alle Duelle wurden dabei in einem Spiel entschieden. Mit zunehmender Zahl an Teams in der WNBA nahm auch die Zahl der Playoff-Teilnehmer und -Spiele zu. In der Saison 2000 wurde erstmals das bis 2015 genutzte System mit acht Teilnehmern, die in drei Runden, die jeweils als Best-of-3 ausgetragen wurden, angewendet. Ab 2005 wurde das Finale als Best-of-5 ausgetragen.
Für die Playoffs qualifizierten sich von 2000 bis 2015 jeweils die vier erfolgreichsten Mannschaften der regulären Saison beider Conferences. In der ersten Runde spielten das beste Team gegen das vierte und das zweit- gegen das drittplatzierte einer Conference. Die Sieger bestritten die Conference Finals, und deren Sieger spielten schließlich die WNBA-Meisterschaft aus. In den Playoffs wurde, außer im Finale, nach dem Best of three-Modus gespielt, wobei die nach Abschluss der regulären Saison schlechter platzierte Mannschaft im ersten Play-off-Spiel und die bessere in den Spielen 2 und 3 Heimrecht hatte. Im Finale wurde nach dem Best of five-Modus gespielt, wobei die nach Abschluss der regulären Saison besser platzierte Mannschaft in den ersten beiden und im letzten Spiel Heimrecht hatte.
Am 28. Januar 2016 kündigte die Liga ein deutlich überarbeitetes Playoff-System an. Danach starteten in den Playoffs die acht Teams der Liga mit den meisten Erfolgen in der regulären Saison. Diese wurden entsprechend der Bilanz von ein bis acht gesetzt. In der ersten Runde, die zusätzlich eingeführt wurde, empfing die Nummer 5 die Nummer 8 und die Nummer 6 die Nummer 7 jeweils in einer entscheidenden Partie. Die Top vier hatten in dieser Runde ein Freilos. In der zweiten Runde empfing die Nummer 3 den niedriger gesetzten Sieger aus der ersten Runde und die Nummer 4 den höher gesetzten Sieger aus der ersten Runde. Diese Runde wurde auch in einem Spiel entschieden und die beiden Top-Teams hatten auch hier ein Freilos. In der dritten Runde (Halbfinale) traf die Nummer 1 auf den niedriger gesetzten Sieger aus der zweiten Runde und die Nummer 2 auf den höher gesetzten Sieger aus der zweiten Runde. Die Sieger dieser Playoff-Serien erreichten die WNBA-Finals. Das Halbfinale und das Finale wurden im Best-of-Five-Modus ausgetragen, das heißt, dass ein Team drei Siege zum Erfolg benötigte. Die Mannschaft mit der besseren Bilanz hatte dabei in allen Duellen immer den Heimvorteil. Bei Spielen, die nach der regulären Spielzeit von 40 Minuten unentschieden blieben, folgte die Overtime. Die Viertel dauerten weiterhin zehn Minuten und es wurde so lange gespielt, bis eine Mannschaft nach Ende einer Overtime mehr Punkte als die gegnerische Mannschaft erzielt hatte.
Für die Saison 2022 wurde ein neues Format angekündigt. Gemäß S-Seeding (die Teams werden anhand ihrer Spielstärke mittels eines Bustrophedons gepaart, das an eins gesetzte Team spielt also gegen das an 8 gesetzte Team usw.) spielen nun die acht besten Teams der regulären Saison unabhängig von Conferencezugehörigkeit ohne Freilos in drei Runden um die Meisterschaft. In der ersten Runde nach dem Best-of-Three-Modus, in Halbfinals und Finals nach dem Best-of-Five-Modus. Es findet kein Re-Seeding in der zweiten Runde statt, aber das punktbessere Team trägt in jeder Runde die ersten beiden Heimspiele aus.
Ab 2025 wechselt das Heimrecht nach jedem Spiel der ersten Runde sowie nach dem vierten Spiel der Finalserie, denn die wird erstmals im Modus Best-of-seven ausgetragen.
Die Playoffs dauern im Normalfall von Ende August bis Ende September.

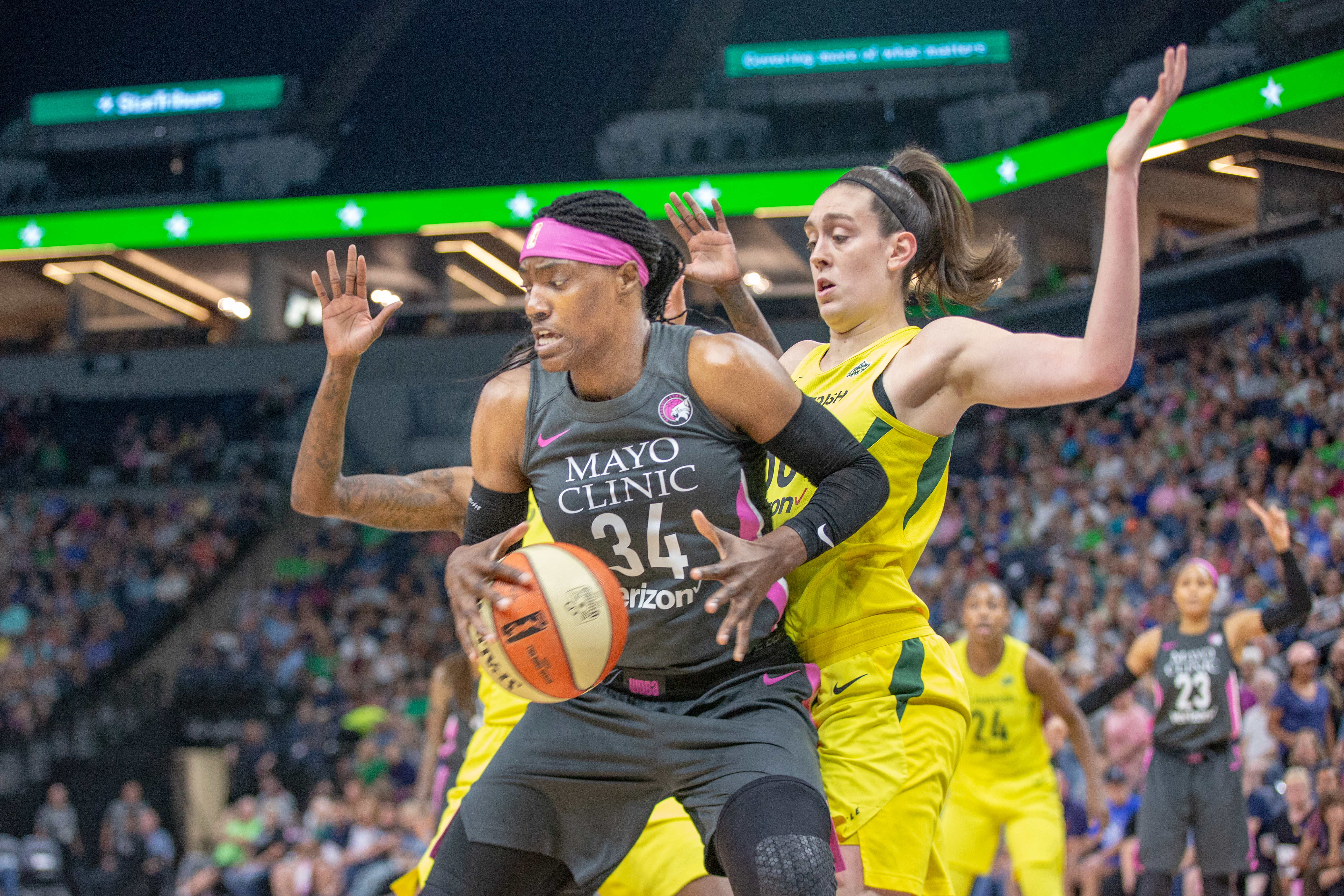
Sylvia Fowles vs Breanna Stewart, 2018

### All-Star-Spiel
Im Juli jeder Saison findet ein All-Star-Spiel in einer Stadt eines WNBA-Teams statt. Dabei treffen Star-Spielerinnen der Eastern Conference auf Star-Spielerinnen der Western Conference. Die Fans können in einer Abstimmung entscheiden, welche WNBA-Spielerin an diesem Freundschaftsspiel teilnehmen sollen. Für die Saison 2008 wurde das All-Star-Spiel aus dem Terminkalender genommen, damit die Spielerinnen der WNBA an den Olympischen Sommerspielen in Peking teilnehmen können.

## Mannschaften
Die WNBA startete im Jahr 1997 mit 8 Mannschaften. Nach je zwei neuen Mannschaften in den beiden nächsten Spielzeiten gab es im Jahr 2000 die größte Expansion um vier auf 16 Mannschaften. In den Saisons 2000 bis 2002 hatte die WNBA mit 16 Teams die meisten Teilnehmer.
In den folgenden Jahren reduzierte sich die Anzahl durch 6 Abgänge und 2 Zugänge (Chicago Sky und Atlanta Dream) auf 12 Teams. Dies blieb von der Saison 2010 bis zur Saison 2024 unverändert. In diesem Zeitraum gab es nur zwei Team-Umzüge: Die Tulsa Shock wurden zu den Dallas Wings und die San Antonio Stars zu den Las Vegas Aces.
Zur Saison 2025 treten die Golden State Valkyries als dreizehntes Team neu der Liga bei.

### Zeitleiste
| 19 97                         | 19 98                         | 19 99                         | 20 00                         | 20 01                         | 20 02                         | 20 03                              | 20 04                              | 20 05                              | 20 06                              | 20 07                              | 20 08                              | 20 09                              | 20 10                              | 20 11                              | 20 12                              | 20 13                              | 20 14                   | 20 15                   | 20 16                   | 20 17                   | 20 18                   | 20 19                   | 20                      | 20 21                   | 20 22                   | 20 23                   | 20 24                   | 20 25                   | Team                   |
| ----------------------------- | ----------------------------- | ----------------------------- | ----------------------------- | ----------------------------- | ----------------------------- | ---------------------------------- | ---------------------------------- | ---------------------------------- | ---------------------------------- | ---------------------------------- | ---------------------------------- | ---------------------------------- | ---------------------------------- | ---------------------------------- | ---------------------------------- | ---------------------------------- | ----------------------- | ----------------------- | ----------------------- | ----------------------- | ----------------------- | ----------------------- | ----------------------- | ----------------------- | ----------------------- | ----------------------- | ----------------------- | ----------------------- | ---------------------- |
| 1997 Los Angeles Sparks       | 1997 Los Angeles Sparks       | 1997 Los Angeles Sparks       | 1997 Los Angeles Sparks       | 1997 Los Angeles Sparks       | 1997 Los Angeles Sparks       | 1997 Los Angeles Sparks            | 1997 Los Angeles Sparks            | 1997 Los Angeles Sparks            | 1997 Los Angeles Sparks            | 1997 Los Angeles Sparks            | 1997 Los Angeles Sparks            | 1997 Los Angeles Sparks            | 1997 Los Angeles Sparks            | 1997 Los Angeles Sparks            | 1997 Los Angeles Sparks            | 1997 Los Angeles Sparks            | 1997 Los Angeles Sparks | 1997 Los Angeles Sparks | 1997 Los Angeles Sparks | 1997 Los Angeles Sparks | 1997 Los Angeles Sparks | 1997 Los Angeles Sparks | 1997 Los Angeles Sparks | 1997 Los Angeles Sparks | 1997 Los Angeles Sparks | 1997 Los Angeles Sparks | 1997 Los Angeles Sparks | 1997 Los Angeles Sparks | Los Angeles Sparks     |
| 1997 New York Liberty         | 1997 New York Liberty         | 1997 New York Liberty         | 1997 New York Liberty         | 1997 New York Liberty         | 1997 New York Liberty         | 1997 New York Liberty              | 1997 New York Liberty              | 1997 New York Liberty              | 1997 New York Liberty              | 1997 New York Liberty              | 1997 New York Liberty              | 1997 New York Liberty              | 1997 New York Liberty              | 1997 New York Liberty              | 1997 New York Liberty              | 1997 New York Liberty              | 1997 New York Liberty   | 1997 New York Liberty   | 1997 New York Liberty   | 1997 New York Liberty   | 1997 New York Liberty   | 1997 New York Liberty   | 1997 New York Liberty   | 1997 New York Liberty   | 1997 New York Liberty   | 1997 New York Liberty   | 1997 New York Liberty   | 1997 New York Liberty   | New York Liberty       |
| 1997 Phoenix Mercury          | 1997 Phoenix Mercury          | 1997 Phoenix Mercury          | 1997 Phoenix Mercury          | 1997 Phoenix Mercury          | 1997 Phoenix Mercury          | 1997 Phoenix Mercury               | 1997 Phoenix Mercury               | 1997 Phoenix Mercury               | 1997 Phoenix Mercury               | 1997 Phoenix Mercury               | 1997 Phoenix Mercury               | 1997 Phoenix Mercury               | 1997 Phoenix Mercury               | 1997 Phoenix Mercury               | 1997 Phoenix Mercury               | 1997 Phoenix Mercury               | 1997 Phoenix Mercury    | 1997 Phoenix Mercury    | 1997 Phoenix Mercury    | 1997 Phoenix Mercury    | 1997 Phoenix Mercury    | 1997 Phoenix Mercury    | 1997 Phoenix Mercury    | 1997 Phoenix Mercury    | 1997 Phoenix Mercury    | 1997 Phoenix Mercury    | 1997 Phoenix Mercury    | 1997 Phoenix Mercury    | Phoenix Mercury        |
| 1997 Utah Starzz 2002         | 1997 Utah Starzz 2002         | 1997 Utah Starzz 2002         | 1997 Utah Starzz 2002         | 1997 Utah Starzz 2002         | 1997 Utah Starzz 2002         | 2003 San Antonio Silver Stars 2013 | 2003 San Antonio Silver Stars 2013 | 2003 San Antonio Silver Stars 2013 | 2003 San Antonio Silver Stars 2013 | 2003 San Antonio Silver Stars 2013 | 2003 San Antonio Silver Stars 2013 | 2003 San Antonio Silver Stars 2013 | 2003 San Antonio Silver Stars 2013 | 2003 San Antonio Silver Stars 2013 | 2003 San Antonio Silver Stars 2013 | 2003 San Antonio Silver Stars 2013 | 2014 SA Stars 2017      | 2014 SA Stars 2017      | 2014 SA Stars 2017      | 2014 SA Stars 2017      | 2018 Las Vegas Aces     | 2018 Las Vegas Aces     | 2018 Las Vegas Aces     | 2018 Las Vegas Aces     | 2018 Las Vegas Aces     | 2018 Las Vegas Aces     | 2018 Las Vegas Aces     | 2018 Las Vegas Aces     | Las Vegas Aces         |
|                               | 1998 Washington Mystics       | 1998 Washington Mystics       | 1998 Washington Mystics       | 1998 Washington Mystics       | 1998 Washington Mystics       | 1998 Washington Mystics            | 1998 Washington Mystics            | 1998 Washington Mystics            | 1998 Washington Mystics            | 1998 Washington Mystics            | 1998 Washington Mystics            | 1998 Washington Mystics            | 1998 Washington Mystics            | 1998 Washington Mystics            | 1998 Washington Mystics            | 1998 Washington Mystics            | 1998 Washington Mystics | 1998 Washington Mystics | 1998 Washington Mystics | 1998 Washington Mystics | 1998 Washington Mystics | 1998 Washington Mystics | 1998 Washington Mystics | 1998 Washington Mystics | 1998 Washington Mystics | 1998 Washington Mystics | 1998 Washington Mystics | 1998 Washington Mystics | Washington Mystics     |
|                               | 1998 Detroit Shock 2009       | 1998 Detroit Shock 2009       | 1998 Detroit Shock 2009       | 1998 Detroit Shock 2009       | 1998 Detroit Shock 2009       | 1998 Detroit Shock 2009            | 1998 Detroit Shock 2009            | 1998 Detroit Shock 2009            | 1998 Detroit Shock 2009            | 1998 Detroit Shock 2009            | 1998 Detroit Shock 2009            | 1998 Detroit Shock 2009            | 2010 Tulsa Shock 2015              | 2010 Tulsa Shock 2015              | 2010 Tulsa Shock 2015              | 2010 Tulsa Shock 2015              | 2010 Tulsa Shock 2015   | 2010 Tulsa Shock 2015   | 2016 Dallas Wings       | 2016 Dallas Wings       | 2016 Dallas Wings       | 2016 Dallas Wings       | 2016 Dallas Wings       | 2016 Dallas Wings       | 2016 Dallas Wings       | 2016 Dallas Wings       | 2016 Dallas Wings       | 2016 Dallas Wings       | Dallas Wings           |
|                               |                               | 1999 Minnesota Lynx           | 1999 Minnesota Lynx           | 1999 Minnesota Lynx           | 1999 Minnesota Lynx           | 1999 Minnesota Lynx                | 1999 Minnesota Lynx                | 1999 Minnesota Lynx                | 1999 Minnesota Lynx                | 1999 Minnesota Lynx                | 1999 Minnesota Lynx                | 1999 Minnesota Lynx                | 1999 Minnesota Lynx                | 1999 Minnesota Lynx                | 1999 Minnesota Lynx                | 1999 Minnesota Lynx                | 1999 Minnesota Lynx     | 1999 Minnesota Lynx     | 1999 Minnesota Lynx     | 1999 Minnesota Lynx     | 1999 Minnesota Lynx     | 1999 Minnesota Lynx     | 1999 Minnesota Lynx     | 1999 Minnesota Lynx     | 1999 Minnesota Lynx     | 1999 Minnesota Lynx     | 1999 Minnesota Lynx     | 1999 Minnesota Lynx     | Minnesota Lynx         |
| 1999–02                       | 1999–02                       | Orlando Miracle               | Orlando Miracle               | Orlando Miracle               | Orlando Miracle               | 2003 Connecticut Sun               | 2003 Connecticut Sun               | 2003 Connecticut Sun               | 2003 Connecticut Sun               | 2003 Connecticut Sun               | 2003 Connecticut Sun               | 2003 Connecticut Sun               | 2003 Connecticut Sun               | 2003 Connecticut Sun               | 2003 Connecticut Sun               | 2003 Connecticut Sun               | 2003 Connecticut Sun    | 2003 Connecticut Sun    | 2003 Connecticut Sun    | 2003 Connecticut Sun    | 2003 Connecticut Sun    | 2003 Connecticut Sun    | 2003 Connecticut Sun    | 2003 Connecticut Sun    | 2003 Connecticut Sun    | 2003 Connecticut Sun    | 2003 Connecticut Sun    | 2003 Connecticut Sun    | Connecticut Sun        |
|                               |                               |                               | 2000 Indiana Fever            | 2000 Indiana Fever            | 2000 Indiana Fever            | 2000 Indiana Fever                 | 2000 Indiana Fever                 | 2000 Indiana Fever                 | 2000 Indiana Fever                 | 2000 Indiana Fever                 | 2000 Indiana Fever                 | 2000 Indiana Fever                 | 2000 Indiana Fever                 | 2000 Indiana Fever                 | 2000 Indiana Fever                 | 2000 Indiana Fever                 | 2000 Indiana Fever      | 2000 Indiana Fever      | 2000 Indiana Fever      | 2000 Indiana Fever      | 2000 Indiana Fever      | 2000 Indiana Fever      | 2000 Indiana Fever      | 2000 Indiana Fever      | 2000 Indiana Fever      | 2000 Indiana Fever      | 2000 Indiana Fever      | 2000 Indiana Fever      | Indiana Fever          |
|                               |                               |                               | 2000 Seattle Storm            | 2000 Seattle Storm            | 2000 Seattle Storm            | 2000 Seattle Storm                 | 2000 Seattle Storm                 | 2000 Seattle Storm                 | 2000 Seattle Storm                 | 2000 Seattle Storm                 | 2000 Seattle Storm                 | 2000 Seattle Storm                 | 2000 Seattle Storm                 | 2000 Seattle Storm                 | 2000 Seattle Storm                 | 2000 Seattle Storm                 | 2000 Seattle Storm      | 2000 Seattle Storm      | 2000 Seattle Storm      | 2000 Seattle Storm      | 2000 Seattle Storm      | 2000 Seattle Storm      | 2000 Seattle Storm      | 2000 Seattle Storm      | 2000 Seattle Storm      | 2000 Seattle Storm      | 2000 Seattle Storm      | 2000 Seattle Storm      | Seattle Storm          |
|                               |                               |                               |                               |                               |                               |                                    |                                    |                                    | 2006 Chicago Sky                   | 2006 Chicago Sky                   | 2006 Chicago Sky                   | 2006 Chicago Sky                   | 2006 Chicago Sky                   | 2006 Chicago Sky                   | 2006 Chicago Sky                   | 2006 Chicago Sky                   | 2006 Chicago Sky        | 2006 Chicago Sky        | 2006 Chicago Sky        | 2006 Chicago Sky        | 2006 Chicago Sky        | 2006 Chicago Sky        | 2006 Chicago Sky        | 2006 Chicago Sky        | 2006 Chicago Sky        | 2006 Chicago Sky        | 2006 Chicago Sky        | 2006 Chicago Sky        | Chicago Sky            |
|                               |                               |                               |                               |                               |                               |                                    |                                    |                                    |                                    |                                    | 2008 Atlanta Dream                 | 2008 Atlanta Dream                 | 2008 Atlanta Dream                 | 2008 Atlanta Dream                 | 2008 Atlanta Dream                 | 2008 Atlanta Dream                 | 2008 Atlanta Dream      | 2008 Atlanta Dream      | 2008 Atlanta Dream      | 2008 Atlanta Dream      | 2008 Atlanta Dream      | 2008 Atlanta Dream      | 2008 Atlanta Dream      | 2008 Atlanta Dream      | 2008 Atlanta Dream      | 2008 Atlanta Dream      | 2008 Atlanta Dream      | 2008 Atlanta Dream      | Atlanta Dream          |
| 1997 Sacramento Monarchs 2009 | 1997 Sacramento Monarchs 2009 | 1997 Sacramento Monarchs 2009 | 1997 Sacramento Monarchs 2009 | 1997 Sacramento Monarchs 2009 | 1997 Sacramento Monarchs 2009 | 1997 Sacramento Monarchs 2009      | 1997 Sacramento Monarchs 2009      | 1997 Sacramento Monarchs 2009      | 1997 Sacramento Monarchs 2009      | 1997 Sacramento Monarchs 2009      | 1997 Sacramento Monarchs 2009      | 1997 Sacramento Monarchs 2009      |                                    |                                    |                                    |                                    |                         |                         |                         |                         |                         |                         |                         |                         |                         |                         |                         |                         | Sacramento Monarchs    |
| 1997 Houston Comets 2008      | 1997 Houston Comets 2008      | 1997 Houston Comets 2008      | 1997 Houston Comets 2008      | 1997 Houston Comets 2008      | 1997 Houston Comets 2008      | 1997 Houston Comets 2008           | 1997 Houston Comets 2008           | 1997 Houston Comets 2008           | 1997 Houston Comets 2008           | 1997 Houston Comets 2008           | 1997 Houston Comets 2008           |                                    |                                    |                                    |                                    |                                    |                         |                         |                         |                         |                         |                         |                         |                         |                         |                         |                         |                         | Houston Comets         |
| 1997 Charlotte Sting 2006     | 1997 Charlotte Sting 2006     | 1997 Charlotte Sting 2006     | 1997 Charlotte Sting 2006     | 1997 Charlotte Sting 2006     | 1997 Charlotte Sting 2006     | 1997 Charlotte Sting 2006          | 1997 Charlotte Sting 2006          | 1997 Charlotte Sting 2006          | 1997 Charlotte Sting 2006          |                                    |                                    |                                    |                                    |                                    |                                    |                                    |                         |                         |                         |                         |                         |                         |                         |                         |                         |                         |                         |                         | Charlotte Sting        |
| 1997 Cleveland Rockers 2003   | 1997 Cleveland Rockers 2003   | 1997 Cleveland Rockers 2003   | 1997 Cleveland Rockers 2003   | 1997 Cleveland Rockers 2003   | 1997 Cleveland Rockers 2003   | 1997 Cleveland Rockers 2003        |                                    |                                    |                                    |                                    |                                    |                                    |                                    |                                    |                                    |                                    |                         |                         |                         |                         |                         |                         |                         |                         |                         |                         |                         |                         | Cleveland Rockers      |
|                               |                               |                               | 2000–2002                     | 2000–2002                     | 2000–2002                     | Miami Sol                          | Miami Sol                          | Miami Sol                          | Miami Sol                          | Miami Sol                          | Miami Sol                          | Miami Sol                          | Miami Sol                          | Miami Sol                          | Miami Sol                          | Miami Sol                          | Miami Sol               | Miami Sol               | Miami Sol               | Miami Sol               | Miami Sol               | Miami Sol               | Miami Sol               | Miami Sol               | Miami Sol               | Miami Sol               | Miami Sol               | Miami Sol               | Miami Sol              |
|                               |                               |                               | 2000–2002                     | 2000–2002                     | 2000–2002                     | Portland Fire                      | Portland Fire                      | Portland Fire                      | Portland Fire                      | Portland Fire                      | Portland Fire                      | Portland Fire                      | Portland Fire                      | Portland Fire                      | Portland Fire                      | Portland Fire                      | Portland Fire           | Portland Fire           | Portland Fire           | Portland Fire           | Portland Fire           | Portland Fire           | Portland Fire           | Portland Fire           | Portland Fire           | Portland Fire           | Portland Fire           | Portland Fire           | Portland Fire          |
|                               |                               |                               |                               |                               |                               |                                    |                                    |                                    |                                    |                                    |                                    |                                    |                                    |                                    |                                    |                                    |                         |                         |                         |                         |                         |                         |                         |                         |                         |                         |                         | 25                      | Golden State Valkyries |
| 19 97                         | 19 98                         | 19 99                         | 20 00                         | 20 01                         | 20 02                         | 20 03                              | 20 04                              | 20 05                              | 20 06                              | 20 07                              | 20 08                              | 20 09                              | 20 10                              | 20 11                              | 20 12                              | 20 13                              | 20 14                   | 20 15                   | 20 16                   | 20 17                   | 20 18                   | 20 19                   | 20                      | 20 21                   | 20 22                   | 20 23                   | 20 24                   | 20 25                   | Team                   |

### Aktuelle Mannschaften
Die Mehrzweckhallen spiegeln die Spielstätte dar, die voraussichtlich in der nächsten WNBA-Saison 2023 genutzt werden.
| Mannschaft             | Standort                   | Stadion               | Gründungsjahr                                                                                |                    |                    |                    |
| Eastern Conference     | Eastern Conference         | Eastern Conference    | Eastern Conference                                                                           | Eastern Conference | Eastern Conference | Eastern Conference |
| ---------------------- | -------------------------- | --------------------- | -------------------------------------------------------------------------------------------- | ------------------ | ------------------ | ------------------ |
| Atlanta Dream          | College Park, Georgia      | Gateway Center Arena  | 2008                                                                                         |                    |                    |                    |
| Chicago Sky            | Chicago, Illinois          | Wintrust Arena        | 2006                                                                                         |                    |                    |                    |
| Connecticut Sun        | Montville, Connecticut     | Mohegan Sun Arena     | 1999 (bis 2002 Orlando Miracle)                                                              |                    |                    |                    |
| Indiana Fever          | Indianapolis, Indiana      | Gainbridge Fieldhouse | 2000                                                                                         |                    |                    |                    |
| New York Liberty       | Brooklyn, New York         | Barclays Center       | 1997                                                                                         |                    |                    |                    |
| Washington Mystics     | Washington, D.C.           | CareFirst Arena       | 1998                                                                                         |                    |                    |                    |
| Western Conference     |                            |                       |                                                                                              |                    |                    |                    |
| Dallas Wings           | Arlington, Texas           | College Park Center   | 1998 (bis 2009 Detroit Shock; 2010–2015 Tulsa Shock)                                         |                    |                    |                    |
| Golden State Valkyries | San Francisco, Kalifornien | Chase Center          | 2025                                                                                         |                    |                    |                    |
| Las Vegas Aces         | Paradise, Nevada           | Michelob Ultra Arena  | 1997 (bis 2002 Utah Starzz; 2003–2013 San Antonio Silver Stars; 2014–2017 San Antonio Stars) |                    |                    |                    |
| Los Angeles Sparks     | Los Angeles, Kalifornien   | Crypto.com Arena      | 1997                                                                                         |                    |                    |                    |
| Minnesota Lynx         | Minneapolis, Minnesota     | Target Center         | 1999                                                                                         |                    |                    |                    |
| Phoenix Mercury        | Phoenix, Arizona           | PHX Arena             | 1997                                                                                         |                    |                    |                    |
| Seattle Storm          | Seattle, Washington        | Climate Pledge Arena  | 2000                                                                                         |                    |                    |                    |

### Zukünftige Mannschaften
Im Mai 2024 einigte sich die WNBA mit einer Gruppe unter der Leitung des kanadischen Geschäftsmann Larry Tanenbaum darauf, ein Expansionsteam in kanadischen Toronto zu stationieren. Die neue Mannschaft soll 2026 den Spielbetrieb aufnehmen.
Im September 2024 gab die WNBA bekannt, dass sie in der Saison 2026 nach Portland zurückkehren werde. Das neue Franchise gehört den Haupteigentümern von Portland Thorns FC aus der National Women’s Soccer League. Die Mannschaft wird wieder, wie von 2000 bis 2002, Portland Fire heißen.
Am 30. Juni 2025 gab die Liga die Erweiterung auf 18 Mannschaften mit Cleveland, Detroit und Philadelphia, bis in das Jahr 2030, bekannt.
| Mannschaft             | Conference         | Standort                   | Halle                | Teilnahme ab … |
| ---------------------- | ------------------ | -------------------------- | -------------------- | -------------- |
| Portland Fire          | Western Conference | Portland, Oregon           | Moda Center          | 2026           |
| Toronto Tempo          | Eastern Conference | Toronto, Ontario, Kanada   | Coca-Cola Coliseum   | 2026           |
| Cleveland WNBA Team    | –                  | Cleveland, Ohio            | Rocket Arena         | 2028           |
| Detroit WNBA Team      | –                  | Detroit, Michigan          | Little Caesars Arena | 2029           |
| Philadelphia WNBA Team | –                  | Philadelphia, Pennsylvania | Xfinity Mobile Arena | 2030           |

### Ehemalige Mannschaften
- Sacramento Monarchs – 1997–2009
- Houston Comets – 1997–2008
- Charlotte Sting – 1997–2007
- Cleveland Rockers – 1997–2003
- Miami Sol – 2000–2002
- Portland Fire – 2000–2002

## Meister der WNBA
| Saison | Meister             | Vizemeister              | Serie         | Resultat | Finals MVP       |
| ------ | ------------------- | ------------------------ | ------------- | -------- | ---------------- |
| 1997   | Houston Comets      | New York Liberty         | Einzelspiel   | 65:51    | Cynthia Cooper   |
| 1998   | Houston Comets      | Phoenix Mercury          | Best-of-Three | 2:1      | Cynthia Cooper   |
| 1999   | Houston Comets      | New York Liberty         | Best-of-Three | 2:1      | Cynthia Cooper   |
| 2000   | Houston Comets      | New York Liberty         | Best-of-Three | 2:0      | Cynthia Cooper   |
| 2001   | Los Angeles Sparks  | Charlotte Sting          | Best-of-Three | 2:0      | Lisa Leslie      |
| 2002   | Los Angeles Sparks  | New York Liberty         | Best-of-Three | 2:0      | Lisa Leslie      |
| 2003   | Detroit Shock       | Los Angeles Sparks       | Best-of-Three | 2:1      | Ruth Riley       |
| 2004   | Seattle Storm       | Connecticut Sun          | Best-of-Three | 2:1      | Betty Lennox     |
| 2005   | Sacramento Monarchs | Connecticut Sun          | Best-of-Five  | 3:1      | Yolanda Griffith |
| 2006   | Detroit Shock       | Sacramento Monarchs      | Best-of-Five  | 3:2      | Deanna Nolan     |
| 2007   | Phoenix Mercury     | Detroit Shock            | Best-of-Five  | 3:2      | Cappie Pondexter |
| 2008   | Detroit Shock       | San Antonio Silver Stars | Best-of-Five  | 3:0      | Katie Smith      |
| 2009   | Phoenix Mercury     | Indiana Fever            | Best-of-Five  | 3-2      | Diana Taurasi    |
| 2010   | Seattle Storm       | Atlanta Dream            | Best-of-Five  | 3:0      | Lauren Jackson   |
| 2011   | Minnesota Lynx      | Atlanta Dream            | Best-of-Five  | 3:0      | Seimone Augustus |
| 2012   | Indiana Fever       | Minnesota Lynx           | Best-of-Five  | 3:1      | Tamika Catchings |
| 2013   | Minnesota Lynx      | Atlanta Dream            | Best-of-Five  | 3:0      | Maya Moore       |
| 2014   | Phoenix Mercury     | Chicago Sky              | Best-of-Five  | 3:0      | Diana Taurasi    |
| 2015   | Minnesota Lynx      | Indiana Fever            | Best-of-Five  | 3:2      | Sylvia Fowles    |
| 2016   | Los Angeles Sparks  | Minnesota Lynx           | Best-of-Five  | 3:2      | Candace Parker   |
| 2017   | Minnesota Lynx      | Los Angeles Sparks       | Best-of-Five  | 3:2      | Sylvia Fowles    |
| 2018   | Seattle Storm       | Washington Mystics       | Best-of-Five  | 3:0      | Breanna Stewart  |
| 2019   | Washington Mystics  | Connecticut Sun          | Best-of-Five  | 3:2      | Emma Meesseman   |
| 2020   | Seattle Storm       | Las Vegas Aces           | Best-of-Five  | 3:0      | Breanna Stewart  |
| 2021   | Chicago Sky         | Phoenix Mercury          | Best-of-Five  | 3:1      | Kahleah Copper   |
| 2022   | Las Vegas Aces      | Connecticut Sun          | Best-of-Five  | 3:1      | Chelsea Gray     |
| 2023   | Las Vegas Aces      | New York Liberty         | Best-of-Five  | 3:1      | A’ja Wilson      |
| 2024   | New York Liberty    | Minnesota Lynx           | Best-of-Five  | 3:2      | Jonquel Jones    |

## Übersicht der Play-off-Erfolge
| Team                           | PO | M | F | HF | VF | AF | Ser | S  | N  | Sp | S. | N. |
| ------------------------------ | -- | - | - | -- | -- | -- | --- | -- | -- | -- | -- | -- |
| Minnesota Lynx                 | 13 | 4 | 2 | 2  | 3  | 2  | 25  | 16 | 9  | 67 | 42 | 25 |
| Seattle Storm                  | 18 | 4 |   | 1  | 11 | 2  | 26  | 12 | 17 | 64 | 35 | 29 |
| Houston Comets                 | 9  | 4 |   | 1  | 4  |    | 15  | 10 | 5  | 34 | 20 | 14 |
| Phoenix Mercury                | 17 | 3 | 2 | 8  | 3  | 1  | 38  | 24 | 14 | 88 | 47 | 41 |
| Los Angeles Sparks             | 20 | 3 | 2 | 7  | 8  |    | 36  | 19 | 17 | 90 | 47 | 43 |
| Shock/Wings                    | 13 | 3 | 1 | 1  | 5  | 3  | 22  | 12 | 10 | 57 | 31 | 26 |
| davon Detroit Shock            | 8  | 3 | 1 | 1  | 3  |    | 17  | 12 | 5  | 49 | 30 | 19 |
| davon Tulsa Shock              | 1  |   |   |    | 1  |    | 1   | 0  | 1  | 2  | 0  | 2  |
| davon Dallas Wings             | 4  |   |   |    | 1  | 3  | 4   | 0  | 4  | 6  | 1  | 5  |
| Indiana Fever                  | 13 | 1 | 2 | 5  | 4  | 1  | 24  | 12 | 12 | 68 | 35 | 33 |
| Starzz/Silver Stars/Stars/Aces | 13 | 1 | 2 | 4  | 6  |    | 21  | 9  | 12 | 61 | 25 | 36 |
| davon Utah Starzz              | 2  |   |   | 1  | 1  |    | 3   | 1  | 2  | 7  | 2  | 5  |
| davon San Antonio Silver Stars | 6  |   | 1 | 1  | 4  |    | 9   | 3  | 6  | 24 | 8  | 16 |
| davon San Antonio Stars        | 1  |   |   |    | 1  |    | 1   | 0  | 1  | 2  | 0  | 2  |
| davon Las Vegas Aces           | 4  | 1 | 1 | 2  |    |    | 8   | 5  | 3  | 28 | 15 | 13 |
| Sacramento Monarchs            | 9  | 1 | 1 | 3  | 4  |    | 16  | 8  | 8  | 43 | 24 | 19 |
| Washington Mystics             | 14 | 1 | 1 | 2  | 9  | 1  | 20  | 7  | 13 | 50 | 18 | 32 |
| Chicago Sky                    | 8  | 1 | 1 | 2  | 3  | 1  | 16  | 9  | 7  | 40 | 20 | 20 |
| New York Liberty               | 17 |   | 4 | 5  | 7  | 1  | 28  | 11 | 17 | 67 | 28 | 39 |
| Miracle/Sun                    | 15 |   | 4 | 5  | 6  |    | 27  | 12 | 15 | 74 | 37 | 37 |
| davon Orlando Miracle          | 1  |   |   |    | 1  |    | 1   | 0  | 1  | 3  | 1  | 2  |
| davon Connecticut Sun          | 14 |   | 4 | 5  | 5  |    | 26  | 12 | 14 | 71 | 36 | 35 |
| Atlanta Dream                  | 8  |   | 3 | 1  | 4  |    | 15  | 7  | 8  | 38 | 17 | 21 |
| Charlotte Sting                | 6  |   | 1 | 3  | 2  |    | 9   | 3  | 6  | 19 | 6  | 13 |
| Cleveland Rockers              | 4  |   |   | 2  | 2  |    | 5   | 1  | 4  | 15 | 6  | 9  |
| Miami Sol                      | 1  |   |   |    | 1  |    | 1   | 0  | 1  | 3  | 1  | 2  |
| Portland Fire                  | 0  |   |   |    |    |    | 0   | 0  | 0  | 0  | 0  | 0  |

| Aufschlüsselung von Franchise-Erfolgen | aktuelle Franchise |

Stand: nach Saison 2022

## Spielerinnen und Cheftrainer
Mit Tina Thompson beendete 2013 die letzte Spielerin ihre WNBA-Karriere, die bereits an der ersten Saison der Liga teilgenommen hatte. Sie war zu diesem Zeitpunkt auch die Rekordhalterin bei den gespielten Partien und den erzielten Punkten, wurde jedoch seitdem von DeLisha Milton-Jones (Partien) bzw. Diana Taurasi (Punkte) übertroffen. Mit Tamika Catchings hat eine weitere Spielerin mehr als 7.000 Punkte erzielt, sie ist auch Rekordhalterin bei den Rebounds. Vier weitere Spielerinnen konnten bis heute mehr als 6.000 Punkte erzielen, die Marke von 5.000 Punkten übertrafen insgesamt 17 Spielerinnen. Den Rekord für die meisten Assists in der WNBA hält Sue Bird.
Nancy Lieberman war mit 50 Jahren die älteste Spielerin in der Geschichte der WNBA, die ein offizielles Ligaspiel bestritt. Die älteste Spielerin, die an einer kompletten WNBA-Saison teilgenommen hat, ist Bird, die zwei Monate nach Ende der Saison 2021 41 Jahre alt wurde.
Paul Westhead, ehemaliger Cheftrainer der Phoenix Mercury, ist der einzige, der als Trainer eine NBA- und WNBA-Meisterschaft gewinnen konnte.

## Auszeichnungen der Women’s National Basketball Association
Wie in allen amerikanischen Profi-Ligen ist es auch in der WNBA üblich, dass jährlich individuelle Auszeichnungen an die Spieler vergeben werden. Zurzeit werden die folgenden Auszeichnungen vergeben:

### Kim Perrot Sportsmanship Award
Der Kim Perrot Sportsmanship Award ist eine Auszeichnung, die in der Women’s National Basketball Association jährlich an die Spielerin vergeben wird, die das beste sportliche Verhalten während der gesamten Saison aufweisen konnte. Früher war die Auszeichnung auch als WNBA Sportsmanship Award bekannt, wurde aber später nach der Houston Comets Spielerin Kim Perrot, die 1999 an den Folgen von Lungenkrebs starb, benannt.

### Kobe & Gigi Bryant WNBA Advocacy Award
Seit 2022 wird der Kobe & Gigi Bryant WNBA Advocacy Award für Verdienste um die Förderung des Mädchen- und Damen-Basketballs und Fürsprache zugunsten der WNBA im Namen von Kobe Bryant und seiner Tochter Gigi Bryant vergeben. Erster Preisträger war im Februar 2022 Chris Paul.

### WNBA Coach of the Year Award
Der WNBA Coach of the Year Award ist eine jährliche Auszeichnung für den besten Trainer (englisch: Head Coach) der WNBA. Der Gewinner dieser Auszeichnung wird durch eine Abstimmung unter Sportjournalisten und Fernsehberichterstattern festgelegt.

### WNBA Community Assist Award
Der WNBA Community Assist Award ist seit 2017 eine jährliche Auszeichnung des NBA Cares-Programms für wohltätige Leistungen.

### WNBA Defensive Player of the Year Award
Der WNBA Defensive Player of the Year Award ist eine jährliche Auszeichnung für die Spielerin der WNBA, die die beste defensive Leistung während der regulären Saison gezeigt hatte. Die Gewinnerin dieser Auszeichnung wird durch eine Abstimmung unter Sportjournalisten und Fernsehberichterstattern festgelegt.

### WNBA Finals Most Valuable Player (MVP) Award
Der WNBA Finals MVP Award ist eine bedeutende Basketball-Auszeichnung in der Liga. Sie wird jährlich an die wertvollste Spielerin der Finalserie verliehen. Die Auszeichnung wird unmittelbar nach dem letzten Spiel der Finalserie überreicht. Üblicherweise geht die Auszeichnung an eine Spielerin der siegreichen Mannschaft.

### WNBA Most Valuable Player Award
Der WNBA Most Valuable Player Award ist eine jährliche Auszeichnung der nordamerikanischen Damen-Basketball-Profiliga für die wertvollste Spielerin (englisch: Most Valuable Player, kurz MVP) der regulären Saison. Die Gewinnerin dieser Auszeichnung wird durch eine Abstimmung unter Sportjournalisten und Fernsehberichterstattern festgelegt. Üblicherweise wird der MVP-Preis während der Playoffs des jeweiligen Jahres vergeben.

### WNBA Most Improved Player Award
Der WNBA Most Improved Player Award wird erst seit der Saison 2000 an eine Spielerin vergeben, die sich im Vergleich zur vergangenen Saison am meisten verbessert hat. Der Gewinner dieser Auszeichnung wird durch eine Abstimmung unter Sportjournalisten und Fernsehberichterstattern festgelegt.

### WNBA Peak Performers
Die Auszeichnung als WNBA Peak Performer wird zurzeit an diejenigen Spielerinnen verliehen, die den besten Punkte-, Rebound- und Assistschnitt der jeweiligen WNBA-Saison aufweisen.
Seit der Einführung der Auszeichnung im Jahr 1997 wurden mehrfach die Auszeichnungsmodalitäten geändert: In der Saison 1997 wurde diese Trophäe an die Spielerinnen mit den meisten erzielten Punkten aus den beiden Conferences verliehen. Von der Saison 1998 bis zur Saison 2001 wurde diese Auszeichnung den Spielerinnen mit der besten Wurfquote aus dem Feld und den Spielerinnen mit der besten Freiwurf-Quote verliehen. Von der Saison 2002 bis zur Saison 2006 wurde den Spielerinnen mit dem besten Punkte- und Reboundschnitt diese Auszeichnung verliehen. Ab der Saison 2007 bekommt auch die Spielerin mit dem höchsten Assistsschnitt diese Auszeichnung verliehen.

### WNBA Rookie of the Year Award
Der WNBA Rookie of the Year Award ist eine jährliche Auszeichnung für die beste Nachwuchsspielerin (englisch: Rookie) der WNBA. Der Gewinner dieser Auszeichnung wird durch eine Abstimmung unter Sportjournalisten und Fernsehberichterstattern festgelegt. Diese Auszeichnung wird erst seit 1998 vergeben.

### WNBA Sixth Player of the Year Award
Der WNBA Sixth Player of the Year Award („Sixth Woman of the Year“ von 2007 bis 2020) ist eine Auszeichnung der WNBA für die wertvollste Ersatzspielerin. Es werden nur Spielerinnen ausgezeichnet, die im Saisonverlauf beim Spielbeginn sich häufiger auf der Ersatzbank befinden als in der Startformation. Gewinner dieser Auszeichnung wird durch eine Abstimmung unter Sportjournalisten und Fernsehberichterstattern festgelegt. Die Auszeichnung wird erst seit der Saison 2007 vergeben.

### All-WNBA Team
Neben diesen individuellen Ehrungen stellt die WNBA nach jeder Saison eine Auswahl, das All-WNBA First Team, mit den besten Spielerinnen der WNBA-Saison zusammen. Zudem wird noch ein All-WNBA Second Team gewählt.

### WNBA All-Defensive Team
Seit der Saison 2005 stellt die WNBA zudem das WNBA All-Defensive First Team, mit den besten Verteidigerinnen der WNBA-Saison, auf. Auch hier gibt es wie beim All-WNBA Team ein WNBA All-Defensive Second Team

### WNBA All-Rookie Team
Seit der Saison 2005 stellt die WNBA außerdem das WNBA All-Rookie Team, mit den besten Neulingen der WNBA-Saison, auf.

### Besondere Ehrungen
Neben diesen regelmäßigen Auszeichnungen hat die WNBA zu besonderen Anlässen auch zusätzliche Ehrungen vergeben.

#### WNBA All-Decade Team
Anlässlich des zehnten Geburtstages der WNBA im Jahre 2006 wählten Fans, Medienvertreter, aktuelle Spielerinnen und Trainer die zehn Spielerinnen, die am stärksten Einfluss auf den Erfolg der WNBA hatten. Die folgenden zehn Spielerinnen (sowie fünf weitere Honorable Mentions) wurden aus einer Liste von 30 Namen ausgewählt:
WNBA All-Decade Team
| Spielerin        | Mannschaft                                                                                                  |
| ---------------- | --- |
| Sue Bird         | Seattle Storm (seit 2002)                                                                                   |
| Tamika Catchings | Indiana Fever (seit 2001)                                                                                   |
| Cynthia Cooper   | Houston Comets (1997–2000, 2003)                                                                            |
| Yolanda Griffith | Sacramento Monarchs (1999–2007), Seattle Storm (2008), Indiana Fever (2009)                                 |
| Lauren Jackson   | Seattle Storm (seit 2001)                                                                                   |
| Lisa Leslie      | Los Angeles Sparks (1997–2009)                                                                              |
| Katie Smith      | Minnesota Lynx (1999–2005), Detroit Shock (2005–2009), Washington Mystics (2010), Seattle Storm (seit 2011) |
| Dawn Staley      | Charlotte Sting (1999–2005), Houston Comets (2005)                                                          |
| Sheryl Swoopes   | Houston Comets (1997–2007), Seattle Storm (2008)                                                            |
| Tina Thompson    | Houston Comets (1997–2008), Los Angeles Sparks (seit 2009)                                                  |

Alle zehn haben olympische Medaillen gewonnen: Jackson gewann Silber mit Australien und die Übrigen Gold für die USA. Acht von ihnen gewannen die WNBA-Meisterschaft (Swoopes, Cooper und Thompson mit Houston, Leslie mit Los Angeles, Bird und Jackson mit Seattle, Griffith mit Sacramento und Catchings mit Indiana).
Honorable Mention
| Spielerin           | Mannschaft |
| ------------------- | --- |
| Ruthie Bolton       | Sacramento Monarchs (1997–2004)                                                                                            |
| Chamique Holdsclaw  | Washington Mystics (1999–2004), Los Angeles Sparks (2005–2007), Atlanta Dream (2009), San Antonio Silver Stars (seit 2010) |
| Ticha Penicheiro    | Sacramento Monarchs (1998–2009), Los Angeles Sparks (seit 2010)                                                            |
| Diana Taurasi       | Phoenix Mercury (seit 2004)                                                                                                |
| Teresa Weatherspoon | New York Liberty (1997–2003), Los Angeles Sparks (2004)                                                                    |

#### WNBA's Top 15 Players of All Time
Zum 15-jährigen Jubiläum der Liga wurde eine entsprechende Liste der 15 bedeutendsten Spielerinnen erstellt. Diese enthielt neben den zehn Spielerinnen des All-Decade Teams mit Ticha Penicheiro, Diana Taurasi und Teresa Weatherspoon drei dort als „Honorable mention“ geehrte Spielerinnen sowie als Neuzugänge Becky Hammon und Cappie Pondexter.

## Zahlen, Fakten und Finanzen

### WNBA-Präsidenten
- Val Ackerman – 1997–2005
- Donna Orender – 2005–2010
- Laurel J. Richie – 2011–2015
- Lisa Borders – 2016–2018

### WNBA-Kommissare
- Cathy Engelbert – seit 2019

### Salary Cap
Alle Franchises der WNBA mussten in der Saison 2011 zwischen 819.000 und 852.000 Dollar für Spielergehälter ausgeben. Dabei musste das Gehalt von Spielerinnen ohne WNBA-Erfahrungen mindestens 36.570 Dollar betragen. Für Spielerinnen, die bereits eine Saison in der WNBA absolviert haben, beträgt das Mindestgehalt 37.301 Dollar und Spielerinnen mit einer Erfahrung von drei Jahren oder mehr erhalten ein Mindestgehalt von 53.000 Dollar. Jedoch gibt es hier eine Ausnahme für im WNBA Draft an den ersten vier Stellen ausgewählten Spielerinnen, denen ein Fixum in der Höhe von 46.708 Dollar zusteht. Neben Mindestgehältern gibt es in der WNBA auch Maximalgehälter, so dürfen Spielerinnen mit einer Erfahrung von unter sechs Jahren nicht mehr als 101.000 Dollar verdienen und Spielerinnen mit einer Erfahrung von sechs oder mehr WNBA-Saisons steht ein Gehalt von Maximal 103.000 Dollar zu.

### Bonus
Die Spielerinnen bekommen für das Erreichen gewisser Erfolge einen Bonus. Eine Spielerin, die eine Liga-Auszeichnung gewinnt, bekommt einen Bonus von 5.000 $. Die Spielerin die zum MVP der Saison gewählt wurde bekommt einen Bonus von 15.000 $. Des Weiteren gibt es auch einen Bonus für jede Spielerin einer Mannschaft, die die Playoffs erreicht hat. Jede Spielerin der Mannschaft, die die Meisterschaft gewinnen konnte, bekommt einen Bonus von 10.500 $.

### Zuschauerzahlen
Den besten Zuschauerschnitt konnte die Liga in ihrer zweiten Saison verzeichnen, als fast durchschnittlich 11.000 Zuschauer jedes WNBA-Spiel besuchten. Nach dieser Saison ging der Zuschauerschnitt von Saison zu Saison leicht zurück und erreichte in der Saison 2006 mit einem Zuschauerschnitt von unter 7.500 Besuchern pro Spiel den vorläufigen Tiefpunkt in der Geschichte der Liga. Seit dieser Saison pendeln die durchschnittlichen Zuschauerzahlen der WNBA zwischen 7.500 und 8.000. In der Saison 2015 wurde mit 7.318 Besuchern der niedrigste Durchschnittswert in der Geschichte der Liga erzielt. Dieser Negativrekord beruht vor allem auf dem vorläufigen Umzug der San Antonio Stars, sonst wäre der Schnitt im üblichen Bereich. In der Saison 2016 wurde nach der Rückkehr der Stars der höchste Schnitt seit dem Jahr 2011 erzielt. In den Playoffs wird regelmäßig ein deutlich höherer Schnitt erzielt.
| WNBA-Zuschauerschnitt pro Spiel | WNBA-Zuschauerschnitt pro Spiel | WNBA-Zuschauerschnitt pro Spiel | WNBA-Zuschauerschnitt pro Spiel | WNBA-Zuschauerschnitt pro Spiel | WNBA-Zuschauerschnitt pro Spiel | WNBA-Zuschauerschnitt pro Spiel | WNBA-Zuschauerschnitt pro Spiel | WNBA-Zuschauerschnitt pro Spiel | WNBA-Zuschauerschnitt pro Spiel | WNBA-Zuschauerschnitt pro Spiel |
| ------------------------------- | ------------------------------- | ------------------------------- | ------------------------------- | ------------------------------- | ------------------------------- | ------------------------------- | ------------------------------- | ------------------------------- | ------------------------------- | ------------------------------- |
| Saison                          | 1997                            | 1998                            | 1999                            | 2000                            | 2001                            | 2002                            | 2003                            | 2004                            | 2005                            | 2006                            |
| reguläre Saison                 | 9.669                           | 10.869                          | 10.207                          | 9.074                           | 9.075                           | 9.228                           | 8.800                           | 8.613                           | 8.172                           | 7.490                           |
| Playoffs                        | 14.849                          | 11.839                          | 12.647                          | 12.222                          | 11.430                          | 11.537                          | 9.205                           | 9.490                           | 8.397                           | 9.738                           |
| WNBA-Zuschauerschnitt pro Spiel |                                 |                                 |                                 |                                 |                                 |                                 |                                 |                                 |                                 |                                 |
| Saison                          | 2007                            | 2008                            | 2009                            | 2010                            | 2011                            | 2012                            | 2013                            | 2014                            | 2015                            | 2016                            |
| reguläre Saison                 | 7.750                           | 7.948                           | 8.039                           | 7.834                           | 7.955                           | 7.457                           | 7.531                           | 7.578                           | 7.318                           | 7.655                           |
| Playoffs                        | 10.312                          | 8.420                           | 9.979                           | 10.822                          | 9.232                           | 9.196                           | 7.575                           | 8.200                           | 8.799                           | 8.719                           |

| Team | 2007  | 2008  | 2009   | 2010   | 2011   | 2012   | 2013  | 2014  | 2015  | 2016   | Arena                           |
| --- | ----- | ----- | ------ | ------ | ------ | ------ | ----- | ----- | ----- | ------ | ------------------------------- |
| Atlanta Dream |       | 8.468 | 7.102  | 6.293  | 6.487  | 5.453  | 5.853 | 5.864 | 6.122 | 5.614  | Philips Arena                   |
| Chicago Sky | 3.915 | 3.656 | 3.933  | 4.292  | 5.536  | 5.573  | 6.601 | 6.685 | 6.894 | 7.009  | Allstate Arena1                 |
| Connecticut Sun | 7.970 | 7.644 | 6.794  | 7.486  | 7.056  | 7.266  | 6.548 | 5.980 | 5.557 | 5.837  | Mohegan Sun Arena at Uncasville |
| Shock/Dallas Wings | 9.749 | 9.569 | 8.011  | 4.812  | 4.828  | 5.203  | 5.474 | 5.566 | 5.167 | 5.298  | College Park Center4            |
| Indiana Fever | 7.032 | 7.702 | 7.939  | 8.265  | 8.054  | 7.582  | 8.164 | 7.900 | 7.485 | 8.575  | Bankers Life Fieldhouse         |
| Los Angeles Sparks | 8.695 | 9.492 | 10.387 | 9.468  | 10.320 | 10.176 | 9.869 | 8.288 | 9.065 | 9.638  | Staples Center                  |
| Minnesota Lynx | 7.119 | 7.057 | 7.537  | 7.622  | 8.447  | 9.683  | 9.381 | 9.333 | 9.364 | 9.266  | Target Center                   |
| New York Liberty | 8.698 | 9.045 | 9.800  | 11.069 | 7.702  | 6.762  | 7.189 | 8.949 | 9.159 | 9.724  | Madison Square Garden2          |
| Phoenix Mercury | 7.737 | 8.522 | 8.523  | 8.982  | 9.167  | 7.814  | 8.557 | 9.557 | 9.946 | 10.351 | US Airways Center               |
| San Antonio (Silver) Stars                                                                                                 | 7.569 | 7.984 | 7.527  | 8.042  | 8.751  | 7.850  | 7.914 | 7.719 | 4.831 | 6.385  | AT&T Center3                    |
| Seattle Storm | 7.974 | 8.265 | 7.874  | 8.322  | 8.659  | 7.486  | 6.981 | 6.717 | 6.516 | 7.230  | KeyArena                        |
| Washington Mystics | 7.739 | 9.096 | 11.338 | 9.357  | 10.449 | 8.639  | 7.838 | 8.377 | 7.714 | 6.929  | Verizon Center                  |
| Eastern Conference | 7.517 | 7.861 | 7.845  | 7.795  | 7.547  | 6.879  | 7.032 | 7.293 | 7.155 | 7.281  | Eastern Conference              |
| Western Conference | 7.950 | 8.002 | 8.265  | 7.874  | 8.362  | 8.035  | 8.029 | 7.863 | 7.482 | 8.028  | Western Conference              |
| WNBA gesamt | 7.742 | 7.952 | 8.039  | 7.834  | 7.955  | 7.457  | 7.531 | 7.578 | 7.318 | 7.644  | WNBA gesamt                     |
| 1 Die Sky spielten bis 2009 in der UIC Pavilion.                                                                           |       |       |        |        |        |        |       |       |       |        |                                 |
| 2 Die Liberty spielten von 2011–2013 im Prudential Center (Newark, NJ)                                                     |       |       |        |        |        |        |       |       |       |        |                                 |
| 3 Die Stars spielten 2015 im Freeman Coliseum                                                                              |       |       |        |        |        |        |       |       |       |        |                                 |
| 4 Die Wings spielten als Shock bis 2009 im Palace of Auburn Hills in Detroit und von 2010 bis 2015 im BOK Center in Tulsa. |       |       |        |        |        |        |       |       |       |        |                                 |

Ältere Besucherzahlen sind in den Artikeln der einzelnen Teams zu finden.